# Rhynchosia ferulifolia
Rhynchosia ferulifolia är en ärtväxtart som beskrevs av William Henry Harvey. Rhynchosia ferulifolia ingår i släktet Rhynchosia och familjen ärtväxter. Inga underarter finns listade i Catalogue of Life.